# グラフトン公
グラフトン公（グラフトンこう、Duke of Grafton）は、イギリスの公爵位。イングランド貴族。
イングランド王チャールズ2世の私生児ヘンリー・フィッツロイが1675年にイングランド貴族として叙されたのに始まる。

## 歴史

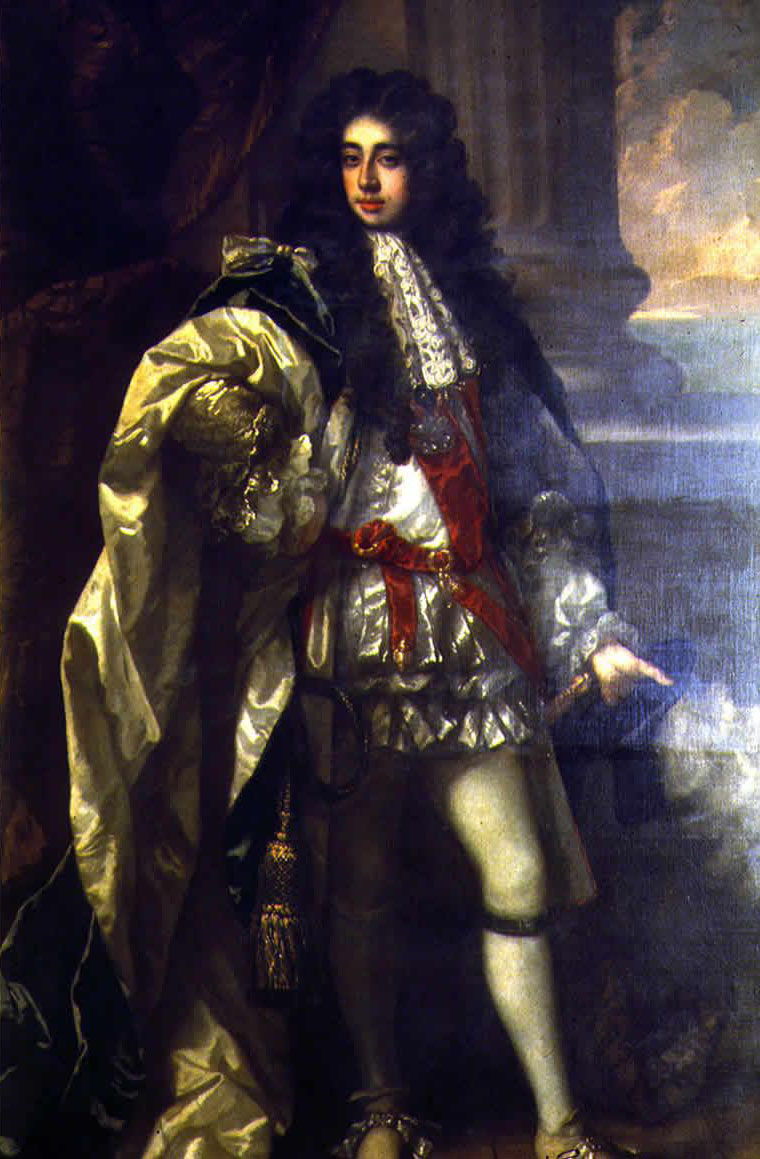
初代グラフトン公ヘンリー・フィッツロイ

初代グラフトン公爵に叙されるヘンリー・フィッツロイ (1663-1690) は、チャールズ2世とその愛人バーバラ・ヴィリアーズ（後の初代クリーヴランド女公爵バーバラ・パーマー。第2代グラディソン子爵ウィリアム・ヴィリアーズの娘）の間の3人の非嫡出男子のうちの次男である。非嫡出子なので王位継承権はなかったが、母バーバラは息子3人に高位の爵位を確保しようと宮廷工作に躍起になった。
その結果、ヘンリーには1672年8月16日にサフォーク州におけるユーストン伯爵 (Earl of Euston, in the County of Suffolk) とサフォーク州におけるイプスウィッチ子爵 (Viscount Ipswich, in the County of Suffolk) とサフォーク州におけるサドバリーのサドバリー男爵 (Baron Sudbury of Sudbury, in the County of Suffolk) 、ついで1675年9月11日にグラフトン公爵の爵位が与えられた。これがグラフトン公爵家の創始となる
ヘンリーの兄チャールズ・フィッツロイはサウサンプトン公爵（またバーバラから第2代クリーヴランド公爵位を継承）、弟ジョージ・フィッツロイはノーサンバーランド公爵位を与えられている。しかしこの2人の家系は嗣子に恵まれず廃絶しており、現代まで残ったのはグラフトン公爵家だけであった。
初代公ヘンリーは、初代アーリントン伯爵ヘンリー・ベネットの1人娘（女子相続人）イザベラと結婚した。アーリントン伯位は特別継承権の規定で男子なき場合に姉妹間の優劣のない女系継承が可能であったため、ベネットの死後イザベラが継承した。初代公とイザベラは一人息子のチャールズ (1683-1757) を儲け、このチャールズは1690年に初代公がアイルランドで戦死した際に2代グラフトン公となり、ついで1723年のイザベラの死によりアーリントン伯爵 (Earl of Arlington) 、セットフォード子爵 (Viscount Thetford) 、アーリントン男爵 (Baron Arlington) の3爵位も継承した
2代公の死後、次男の息子オーガスタス (1735-1811) が3代公を継承した。彼は1768年から1770年にかけて首相を務めたことで知られる。
その後は目立った当主は出ていないが、9代公ジョン (1914-1936) は、レース事故で死亡するという劇的な最期を遂げている。彼の死去に際して女系継承が可能なアーリントン伯、セットフォード伯、アーリントン男爵の3爵位は彼の姉2人の間で優劣を決められず停止 (abeyance) となっている。
10代公チャールズ(1892-1970) の代は貴族没落の時代であり、グラフトン公爵家も税金・相続税攻勢で所有地を多く失った。サフォークにある本邸ユーストン・ホールの維持費も捻出できなくなり、維持費削減のため3分の2を取り壊している。
11代公ヒュー(1919-2011) の夫人フォーチュンは、1967年以降エリザベス2世の衣装係女官（女王の女官の最高位）を務めている。
現在の当主は先代の孫の12代グラフトン公爵ヘンリー・フィッツロイ(1978- ) である。

## 現当主の保有爵位
現当主12代グラフトン公ヘンリー・フィッツロイは以下の爵位を保有している。
- 第12代グラフトン公爵 (12th Duke of Grafton)
(1675年9月11日の勅許状によるイングランド貴族爵位)
- 第12代ユーストン伯爵 (12th Earl of Euston)
(1672年8月16日の勅許状によるイングランド貴族爵位)※法定推定相続人の儀礼称号
- 第12代イプスウィッチ子爵 (12th Viscount Ipswich)
(1672年8月16日の勅許状によるイングランド貴族爵位)※法定推定相続人の法定推定相続人の儀礼称号
- 第12代サドバリー男爵 (12th Baron Sudbury)
(1672年8月16日の勅許状によるイングランド貴族爵位)

## グラフトン公 (1675年)
- 初代グラフトン公ヘンリー・フィッツロイ(1663年 - 1690年)
- 2代グラフトン公チャールズ・フィッツロイ (1683年 - 1757年)
- 3代グラフトン公オーガスタス・ヘンリー・フィッツロイ (1735年 - 1811年) - イギリス首相
- 4代グラフトン公ジョージ・ヘンリー・フィッツロイ（英語版） (1760年 - 1844年)
- 5代グラフトン公ヘンリー・フィッツロイ（英語版） (1790年 - 1863年)
- 6代グラフトン公ウィリアム・ヘンリー・フィッツロイ (1819年 - 1882年)
- 7代グラフトン公オーガスタス・チャールズ・レノックス・フィッツロイ (1821年 - 1918年)
- 8代グラフトン公アルフレッド・ウィリアム・メイトランド・フィッツロイ (1850年 - 1930年)
- 9代グラフトン公ジョン・チャールズ・ウィリアム・フィッツロイ (1914年 - 1936年)
- 10代グラフトン公チャールズ・アルフレッド・ユーストン・フィッツロイ（英語版） (1892年 - 1970年)
- 11代グラフトン公ヒュー・デニス・チャールズ・フィッツロイ（英語版） (1919年 - 2011年)
- 12代グラフトン公ヘンリー・オリヴァー・チャールズ・フィッツロイ（英語版）(1978年 - )
  - 法定推定相続人は、現当主の長男ユーストン伯アルフレッド・フィッツロイ (2012年 - ) である。

## 家系図
|                                                             |                                                             |                                                             |                                                             |                                                             |                                                             |                                                      |                                                      | 国王 チャールズ2世 (1630–1685)                                    | 国王 チャールズ2世 (1630–1685)                                    | 国王 チャールズ2世 (1630–1685)                                    | 国王 チャールズ2世 (1630–1685)                                    | 国王 チャールズ2世 (1630–1685)                                                | 国王 チャールズ2世 (1630–1685)                                        |                                                                       |                                                                       | 初代クリーヴランド女公爵 バーバラ・パーマー (1640–1709)               | 初代クリーヴランド女公爵 バーバラ・パーマー (1640–1709)               | 初代クリーヴランド女公爵 バーバラ・パーマー (1640–1709) | 初代クリーヴランド女公爵 バーバラ・パーマー (1640–1709) | 初代クリーヴランド女公爵 バーバラ・パーマー (1640–1709)     | 初代クリーヴランド女公爵 バーバラ・パーマー (1640–1709) |                                                       |                                                       |                                                             |                                                             |                                                             |                                                             |                                                             |                                                             |  |  |  |  |  |  |  |  |  |  |                        |                        |                        |                        |                        |                        |  |  |
|                                                             |                                                             |                                                             |                                                             |                                                             |                                                             |                                                      |                                                      | 国王 チャールズ2世 (1630–1685)                                    | 国王 チャールズ2世 (1630–1685)                                    | 国王 チャールズ2世 (1630–1685)                                    | 国王 チャールズ2世 (1630–1685)                                    | 国王 チャールズ2世 (1630–1685)                                                | 国王 チャールズ2世 (1630–1685)                                        |                                                                       |                                                                       | 初代クリーヴランド女公爵 バーバラ・パーマー (1640–1709)               | 初代クリーヴランド女公爵 バーバラ・パーマー (1640–1709)               | 初代クリーヴランド女公爵 バーバラ・パーマー (1640–1709) | 初代クリーヴランド女公爵 バーバラ・パーマー (1640–1709) | 初代クリーヴランド女公爵 バーバラ・パーマー (1640–1709)     | 初代クリーヴランド女公爵 バーバラ・パーマー (1640–1709) |                                                       |                                                       |                                                             |                                                             |                                                             |                                                             |                                                             |                                                             |  |  |  |  |  |  |  |  |  |  |                        |                        |                        |                        |                        |                        |  |  |
|                                                             |                                                             |                                                             |                                                             |                                                             |                                                             |                                                      |                                                      |                                                                   |                                                                   |                                                                   |                                                                   |                                                                               |                                                                       |                                                                       |                                                                       |                                                                       |                                                                       |                                                         |                                                         |                                                             |                                                         |                                                       |                                                       |                                                             |                                                             |                                                             |                                                             |                                                             |                                                             |  |  |  |  |  |  |  |  |  |  |                        |                        |                        |                        |                        |                        |  |  |
|                                                             |                                                             |                                                             |                                                             |                                                             |                                                             |                                                      |                                                      |                                                                   |                                                                   |                                                                   |                                                                   |                                                                               |                                                                       |                                                                       |                                                                       |                                                                       |                                                                       |                                                         |                                                         |                                                             |                                                         |                                                       |                                                       |                                                             |                                                             |                                                             |                                                             |                                                             |                                                             |  |  |  |  |  |  |  |  |  |  |                        |                        |                        |                        |                        |                        |  |  |
|                                                             |                                                             |                                                             |                                                             |                                                             |                                                             |                                                      |                                                      |                                                                   |                                                                   |                                                                   |                                                                   |                                                                               |                                                                       |                                                                       |                                                                       |                                                                       |                                                                       |                                                         |                                                         |                                                             |                                                         |                                                       |                                                       |                                                             |                                                             |                                                             |                                                             |                                                             |                                                             |  |  |  |  |  |  |  |  |  |  |                        |                        |                        |                        |                        |                        |  |  |
|                                                             |                                                             |                                                             |                                                             |                                                             |                                                             |                                                      |                                                      |                                                                   |                                                                   |                                                                   |                                                                   |                                                                               |                                                                       |                                                                       |                                                                       |                                                                       |                                                                       |                                                         |                                                         |                                                             |                                                         |                                                       |                                                       |                                                             |                                                             |                                                             |                                                             |                                                             |                                                             |  |  |  |  |  |  |  |  |  |  |                        |                        |                        |                        |                        |                        |  |  |
| モンマス公 バクルー公                                       | モンマス公 バクルー公                                       | モンマス公 バクルー公                                       | モンマス公 バクルー公                                       | モンマス公 バクルー公                                       | モンマス公 バクルー公                                       |                                                      |                                                      | クリーヴランド公 サウサンプトン公                                 | クリーヴランド公 サウサンプトン公                                 | クリーヴランド公 サウサンプトン公                                 | クリーヴランド公 サウサンプトン公                                 | クリーヴランド公 サウサンプトン公                                             | クリーヴランド公 サウサンプトン公                                     |                                                                       |                                                                       | ノーサンバランド公                                                    | ノーサンバランド公                                                    | ノーサンバランド公                                      | ノーサンバランド公                                      | ノーサンバランド公                                          | ノーサンバランド公                                      |                                                       |                                                       | リッチモンド公 レノックス公                                 | リッチモンド公 レノックス公                                 | リッチモンド公 レノックス公                                 | リッチモンド公 レノックス公                                 | リッチモンド公 レノックス公                                 | リッチモンド公 レノックス公                                 |  |  |  |  |  |  |  |  |  |  |                        |                        |                        |                        |                        |                        |  |  |
| モンマス公 バクルー公                                       | モンマス公 バクルー公                                       | モンマス公 バクルー公                                       | モンマス公 バクルー公                                       | モンマス公 バクルー公                                       | モンマス公 バクルー公                                       |                                                      |                                                      | クリーヴランド公 サウサンプトン公                                 | クリーヴランド公 サウサンプトン公                                 | クリーヴランド公 サウサンプトン公                                 | クリーヴランド公 サウサンプトン公                                 | クリーヴランド公 サウサンプトン公                                             | クリーヴランド公 サウサンプトン公                                     |                                                                       |                                                                       | ノーサンバランド公                                                    | ノーサンバランド公                                                    | ノーサンバランド公                                      | ノーサンバランド公                                      | ノーサンバランド公                                          | ノーサンバランド公                                      | プリマス伯                                            | プリマス伯                                            | プリマス伯                                                  | プリマス伯                                                  | プリマス伯                                                  | プリマス伯                                                  | リッチモンド公 レノックス公                                 | リッチモンド公 レノックス公                                 |  |  |  |  |  |  |  |  |  |  | セント・オールバンズ公 | セント・オールバンズ公 | セント・オールバンズ公 | セント・オールバンズ公 | セント・オールバンズ公 | セント・オールバンズ公 |  |  |
|                                                             |                                                             |                                                             |                                                             |                                                             |                                                             |                                                      |                                                      |                                                                   |                                                                   |                                                                   |                                                                   | ユーストン伯, 1672年 グラフトン公, 1675年                                     |                                                                       |                                                                       |                                                                       |                                                                       |                                                                       |                                                         |                                                         |                                                             |                                                         | プリマス伯                                            | プリマス伯                                            | プリマス伯                                                  | プリマス伯                                                  | プリマス伯                                                  | プリマス伯                                                  |                                                             |                                                             |  |  |  |  |  |  |  |  |  |  | セント・オールバンズ公 | セント・オールバンズ公 | セント・オールバンズ公 | セント・オールバンズ公 | セント・オールバンズ公 | セント・オールバンズ公 |  |  |
|                                                             |                                                             |                                                             |                                                             |                                                             |                                                             |                                                      |                                                      |                                                                   |                                                                   |                                                                   |                                                                   | 初代ユーストン伯 初代グラフトン公 ヘンリー・フィッツロイ 非嫡出子 (1663–1690) |                                                                       |                                                                       |                                                                       |                                                                       |                                                                       |                                                         |                                                         |                                                             |                                                         |                                                       |                                                       |                                                             |                                                             |                                                             |                                                             |                                                             |                                                             |  |  |  |  |  |  |  |  |  |  |                        |                        |                        |                        |                        |                        |  |  |
|                                                             |                                                             |                                                             |                                                             |                                                             |                                                             |                                                      |                                                      |                                                                   |                                                                   |                                                                   |                                                                   |                                                                               |                                                                       |                                                                       |                                                                       |                                                                       |                                                                       |                                                         |                                                         |                                                             |                                                         |                                                       |                                                       |                                                             |                                                             |                                                             |                                                             |                                                             |                                                             |  |  |  |  |  |  |  |  |  |  |                        |                        |                        |                        |                        |                        |  |  |
|                                                             |                                                             |                                                             |                                                             |                                                             |                                                             |                                                      |                                                      |                                                                   |                                                                   |                                                                   |                                                                   | 2代グラフトン公 チャールズ・フィッツロイ (1683–1757)                          |                                                                       |                                                                       |                                                                       |                                                                       |                                                                       |                                                         |                                                         |                                                             |                                                         |                                                       |                                                       |                                                             |                                                             |                                                             |                                                             |                                                             |                                                             |  |  |  |  |  |  |  |  |  |  |                        |                        |                        |                        |                        |                        |  |  |
|                                                             |                                                             |                                                             |                                                             |                                                             |                                                             |                                                      |                                                      |                                                                   |                                                                   |                                                                   |                                                                   |                                                                               |                                                                       |                                                                       |                                                                       |                                                                       |                                                                       |                                                         |                                                         |                                                             |                                                         |                                                       |                                                       |                                                             |                                                             |                                                             |                                                             |                                                             |                                                             |  |  |  |  |  |  |  |  |  |  |                        |                        |                        |                        |                        |                        |  |  |
|                                                             |                                                             |                                                             |                                                             |                                                             |                                                             |                                                      |                                                      |                                                                   |                                                                   |                                                                   |                                                                   |                                                                               |                                                                       |                                                                       |                                                                       |                                                                       |                                                                       |                                                         |                                                         |                                                             |                                                         |                                                       |                                                       |                                                             |                                                             |                                                             |                                                             |                                                             |                                                             |  |  |  |  |  |  |  |  |  |  |                        |                        |                        |                        |                        |                        |  |  |
| ユーストン伯(儀礼称号) チャールズ・フィッツロイ (1714–1715) | ユーストン伯(儀礼称号) チャールズ・フィッツロイ (1714–1715) | ユーストン伯(儀礼称号) チャールズ・フィッツロイ (1714–1715) | ユーストン伯(儀礼称号) チャールズ・フィッツロイ (1714–1715) | ユーストン伯(儀礼称号) チャールズ・フィッツロイ (1714–1715) | ユーストン伯(儀礼称号) チャールズ・フィッツロイ (1714–1715) |                                                      |                                                      | ユーストン伯(儀礼称号) ジョージ・フィッツロイ (1715–1747)         | ユーストン伯(儀礼称号) ジョージ・フィッツロイ (1715–1747)         | ユーストン伯(儀礼称号) ジョージ・フィッツロイ (1715–1747)         | ユーストン伯(儀礼称号) ジョージ・フィッツロイ (1715–1747)         | ユーストン伯(儀礼称号) ジョージ・フィッツロイ (1715–1747)                     | ユーストン伯(儀礼称号) ジョージ・フィッツロイ (1715–1747)             |                                                                       |                                                                       | オーガスタス・フィッツロイ (1716–1741)                                | オーガスタス・フィッツロイ (1716–1741)                                | オーガスタス・フィッツロイ (1716–1741)                  | オーガスタス・フィッツロイ (1716–1741)                  | オーガスタス・フィッツロイ (1716–1741)                      | オーガスタス・フィッツロイ (1716–1741)                  |                                                       |                                                       |                                                             |                                                             |                                                             |                                                             |                                                             |                                                             |  |  |  |  |  |  |  |  |  |  |                        |                        |                        |                        |                        |                        |  |  |
| ユーストン伯(儀礼称号) チャールズ・フィッツロイ (1714–1715) | ユーストン伯(儀礼称号) チャールズ・フィッツロイ (1714–1715) | ユーストン伯(儀礼称号) チャールズ・フィッツロイ (1714–1715) | ユーストン伯(儀礼称号) チャールズ・フィッツロイ (1714–1715) | ユーストン伯(儀礼称号) チャールズ・フィッツロイ (1714–1715) | ユーストン伯(儀礼称号) チャールズ・フィッツロイ (1714–1715) |                                                      |                                                      | ユーストン伯(儀礼称号) ジョージ・フィッツロイ (1715–1747)         | ユーストン伯(儀礼称号) ジョージ・フィッツロイ (1715–1747)         | ユーストン伯(儀礼称号) ジョージ・フィッツロイ (1715–1747)         | ユーストン伯(儀礼称号) ジョージ・フィッツロイ (1715–1747)         | ユーストン伯(儀礼称号) ジョージ・フィッツロイ (1715–1747)                     | ユーストン伯(儀礼称号) ジョージ・フィッツロイ (1715–1747)             |                                                                       |                                                                       | オーガスタス・フィッツロイ (1716–1741)                                | オーガスタス・フィッツロイ (1716–1741)                                | オーガスタス・フィッツロイ (1716–1741)                  | オーガスタス・フィッツロイ (1716–1741)                  | オーガスタス・フィッツロイ (1716–1741)                      | オーガスタス・フィッツロイ (1716–1741)                  |                                                       |                                                       |                                                             |                                                             |                                                             |                                                             |                                                             |                                                             |  |  |  |  |  |  |  |  |  |  |                        |                        |                        |                        |                        |                        |  |  |
|                                                             |                                                             |                                                             |                                                             |                                                             |                                                             |                                                      |                                                      |                                                                   |                                                                   |                                                                   |                                                                   |                                                                               |                                                                       |                                                                       |                                                                       |                                                                       |                                                                       |                                                         |                                                         |                                                             |                                                         |                                                       |                                                       |                                                             |                                                             |                                                             |                                                             |                                                             |                                                             |  |  |  |  |  |  |  |  |  |  |                        |                        |                        |                        |                        |                        |  |  |
|                                                             |                                                             |                                                             |                                                             |                                                             |                                                             |                                                      |                                                      |                                                                   |                                                                   |                                                                   |                                                                   |                                                                               |                                                                       |                                                                       |                                                                       |                                                                       |                                                                       |                                                         |                                                         |                                                             |                                                         |                                                       |                                                       | サウサンプトン男爵                                          |                                                             |                                                             |                                                             |                                                             |                                                             |  |  |  |  |  |  |  |  |  |  |                        |                        |                        |                        |                        |                        |  |  |
|                                                             |                                                             |                                                             |                                                             |                                                             |                                                             |                                                      |                                                      |                                                                   |                                                                   |                                                                   |                                                                   | 3代グラフトン公 オーガスタス・フィッツロイ (1735–1811) (首相 1768–70)         | 3代グラフトン公 オーガスタス・フィッツロイ (1735–1811) (首相 1768–70) | 3代グラフトン公 オーガスタス・フィッツロイ (1735–1811) (首相 1768–70) | 3代グラフトン公 オーガスタス・フィッツロイ (1735–1811) (首相 1768–70) | 3代グラフトン公 オーガスタス・フィッツロイ (1735–1811) (首相 1768–70) | 3代グラフトン公 オーガスタス・フィッツロイ (1735–1811) (首相 1768–70) |                                                         |                                                         |                                                             |                                                         |                                                       |                                                       | 初代サウサンプトン男爵 チャールズ・フィッツロイ (1737–1797) | 初代サウサンプトン男爵 チャールズ・フィッツロイ (1737–1797) | 初代サウサンプトン男爵 チャールズ・フィッツロイ (1737–1797) | 初代サウサンプトン男爵 チャールズ・フィッツロイ (1737–1797) | 初代サウサンプトン男爵 チャールズ・フィッツロイ (1737–1797) | 初代サウサンプトン男爵 チャールズ・フィッツロイ (1737–1797) |  |  |  |  |  |  |  |  |  |  |                        |                        |                        |                        |                        |                        |  |  |
|                                                             |                                                             |                                                             |                                                             |                                                             |                                                             |                                                      |                                                      |                                                                   |                                                                   |                                                                   |                                                                   | 3代グラフトン公 オーガスタス・フィッツロイ (1735–1811) (首相 1768–70)         | 3代グラフトン公 オーガスタス・フィッツロイ (1735–1811) (首相 1768–70) | 3代グラフトン公 オーガスタス・フィッツロイ (1735–1811) (首相 1768–70) | 3代グラフトン公 オーガスタス・フィッツロイ (1735–1811) (首相 1768–70) | 3代グラフトン公 オーガスタス・フィッツロイ (1735–1811) (首相 1768–70) | 3代グラフトン公 オーガスタス・フィッツロイ (1735–1811) (首相 1768–70) |                                                         |                                                         |                                                             |                                                         |                                                       |                                                       | 初代サウサンプトン男爵 チャールズ・フィッツロイ (1737–1797) | 初代サウサンプトン男爵 チャールズ・フィッツロイ (1737–1797) | 初代サウサンプトン男爵 チャールズ・フィッツロイ (1737–1797) | 初代サウサンプトン男爵 チャールズ・フィッツロイ (1737–1797) | 初代サウサンプトン男爵 チャールズ・フィッツロイ (1737–1797) | 初代サウサンプトン男爵 チャールズ・フィッツロイ (1737–1797) |  |  |  |  |  |  |  |  |  |  |                        |                        |                        |                        |                        |                        |  |  |
|                                                             |                                                             |                                                             |                                                             |                                                             |                                                             |                                                      |                                                      |                                                                   |                                                                   |                                                                   |                                                                   | 4代グラフトン公 ジョージ・フィッツロイ (1760–1844)                            | 4代グラフトン公 ジョージ・フィッツロイ (1760–1844)                    | 4代グラフトン公 ジョージ・フィッツロイ (1760–1844)                    | 4代グラフトン公 ジョージ・フィッツロイ (1760–1844)                    | 4代グラフトン公 ジョージ・フィッツロイ (1760–1844)                    | 4代グラフトン公 ジョージ・フィッツロイ (1760–1844)                    |                                                         |                                                         |                                                             |                                                         |                                                       |                                                       | 2代サウサンプトン男爵 ジョージ・フィッツロイ (1761–1810)    | 2代サウサンプトン男爵 ジョージ・フィッツロイ (1761–1810)    | 2代サウサンプトン男爵 ジョージ・フィッツロイ (1761–1810)    | 2代サウサンプトン男爵 ジョージ・フィッツロイ (1761–1810)    | 2代サウサンプトン男爵 ジョージ・フィッツロイ (1761–1810)    | 2代サウサンプトン男爵 ジョージ・フィッツロイ (1761–1810)    |  |  |  |  |  |  |  |  |  |  |                        |                        |                        |                        |                        |                        |  |  |
|                                                             |                                                             |                                                             |                                                             |                                                             |                                                             |                                                      |                                                      |                                                                   |                                                                   |                                                                   |                                                                   | 4代グラフトン公 ジョージ・フィッツロイ (1760–1844)                            | 4代グラフトン公 ジョージ・フィッツロイ (1760–1844)                    | 4代グラフトン公 ジョージ・フィッツロイ (1760–1844)                    | 4代グラフトン公 ジョージ・フィッツロイ (1760–1844)                    | 4代グラフトン公 ジョージ・フィッツロイ (1760–1844)                    | 4代グラフトン公 ジョージ・フィッツロイ (1760–1844)                    |                                                         |                                                         |                                                             |                                                         |                                                       |                                                       | 2代サウサンプトン男爵 ジョージ・フィッツロイ (1761–1810)    | 2代サウサンプトン男爵 ジョージ・フィッツロイ (1761–1810)    | 2代サウサンプトン男爵 ジョージ・フィッツロイ (1761–1810)    | 2代サウサンプトン男爵 ジョージ・フィッツロイ (1761–1810)    | 2代サウサンプトン男爵 ジョージ・フィッツロイ (1761–1810)    | 2代サウサンプトン男爵 ジョージ・フィッツロイ (1761–1810)    |  |  |  |  |  |  |  |  |  |  |                        |                        |                        |                        |                        |                        |  |  |
|                                                             |                                                             |                                                             |                                                             |                                                             |                                                             |                                                      |                                                      |                                                                   |                                                                   |                                                                   |                                                                   | 5代グラフトン公 ヘンリー・フィッツロイ (1790–1863)                            | 5代グラフトン公 ヘンリー・フィッツロイ (1790–1863)                    | 5代グラフトン公 ヘンリー・フィッツロイ (1790–1863)                    | 5代グラフトン公 ヘンリー・フィッツロイ (1790–1863)                    | 5代グラフトン公 ヘンリー・フィッツロイ (1790–1863)                    | 5代グラフトン公 ヘンリー・フィッツロイ (1790–1863)                    |                                                         |                                                         |                                                             |                                                         |                                                       |                                                       | 3代サウサンプトン男爵 チャールズ・フィッツロイ (1804–1872)  | 3代サウサンプトン男爵 チャールズ・フィッツロイ (1804–1872)  | 3代サウサンプトン男爵 チャールズ・フィッツロイ (1804–1872)  | 3代サウサンプトン男爵 チャールズ・フィッツロイ (1804–1872)  | 3代サウサンプトン男爵 チャールズ・フィッツロイ (1804–1872)  | 3代サウサンプトン男爵 チャールズ・フィッツロイ (1804–1872)  |  |  |  |  |  |  |  |  |  |  |                        |                        |                        |                        |                        |                        |  |  |
|                                                             |                                                             |                                                             |                                                             |                                                             |                                                             |                                                      |                                                      |                                                                   |                                                                   |                                                                   |                                                                   | 5代グラフトン公 ヘンリー・フィッツロイ (1790–1863)                            | 5代グラフトン公 ヘンリー・フィッツロイ (1790–1863)                    | 5代グラフトン公 ヘンリー・フィッツロイ (1790–1863)                    | 5代グラフトン公 ヘンリー・フィッツロイ (1790–1863)                    | 5代グラフトン公 ヘンリー・フィッツロイ (1790–1863)                    | 5代グラフトン公 ヘンリー・フィッツロイ (1790–1863)                    |                                                         |                                                         |                                                             |                                                         |                                                       |                                                       | 3代サウサンプトン男爵 チャールズ・フィッツロイ (1804–1872)  | 3代サウサンプトン男爵 チャールズ・フィッツロイ (1804–1872)  | 3代サウサンプトン男爵 チャールズ・フィッツロイ (1804–1872)  | 3代サウサンプトン男爵 チャールズ・フィッツロイ (1804–1872)  | 3代サウサンプトン男爵 チャールズ・フィッツロイ (1804–1872)  | 3代サウサンプトン男爵 チャールズ・フィッツロイ (1804–1872)  |  |  |  |  |  |  |  |  |  |  |                        |                        |                        |                        |                        |                        |  |  |
|                                                             |                                                             |                                                             |                                                             |                                                             |                                                             |                                                      |                                                      |                                                                   |                                                                   |                                                                   |                                                                   |                                                                               |                                                                       |                                                                       |                                                                       |                                                                       |                                                                       |                                                         |                                                         |                                                             |                                                         |                                                       |                                                       |                                                             |                                                             |                                                             |                                                             |                                                             |                                                             |  |  |  |  |  |  |  |  |  |  |                        |                        |                        |                        |                        |                        |  |  |
|                                                             |                                                             |                                                             |                                                             |                                                             |                                                             |                                                      |                                                      |                                                                   |                                                                   |                                                                   |                                                                   |                                                                               |                                                                       |                                                                       |                                                                       |                                                                       |                                                                       |                                                         |                                                         | ダヴェントリー子爵                                          |                                                         |                                                       |                                                       |                                                             |                                                             |                                                             |                                                             |                                                             |                                                             |  |  |  |  |  |  |  |  |  |  |                        |                        |                        |                        |                        |                        |  |  |
|                                                             |                                                             |                                                             |                                                             | 6代グラフトン公 ウィリアム・フィッツロイ (1819–1882)        | 6代グラフトン公 ウィリアム・フィッツロイ (1819–1882)        | 6代グラフトン公 ウィリアム・フィッツロイ (1819–1882) | 6代グラフトン公 ウィリアム・フィッツロイ (1819–1882) | 6代グラフトン公 ウィリアム・フィッツロイ (1819–1882)              | 6代グラフトン公 ウィリアム・フィッツロイ (1819–1882)              |                                                                   |                                                                   | 7代グラフトン公 オーガスタス・フィッツロイ (1821–1918)                        | 7代グラフトン公 オーガスタス・フィッツロイ (1821–1918)                | 7代グラフトン公 オーガスタス・フィッツロイ (1821–1918)                | 7代グラフトン公 オーガスタス・フィッツロイ (1821–1918)                | 7代グラフトン公 オーガスタス・フィッツロイ (1821–1918)                | 7代グラフトン公 オーガスタス・フィッツロイ (1821–1918)                |                                                         |                                                         |                                                             |                                                         |                                                       |                                                       |                                                             |                                                             |                                                             |                                                             |                                                             |                                                             |  |  |  |  |  |  |  |  |  |  |                        |                        |                        |                        |                        |                        |  |  |
|                                                             |                                                             |                                                             |                                                             | 6代グラフトン公 ウィリアム・フィッツロイ (1819–1882)        | 6代グラフトン公 ウィリアム・フィッツロイ (1819–1882)        | 6代グラフトン公 ウィリアム・フィッツロイ (1819–1882) | 6代グラフトン公 ウィリアム・フィッツロイ (1819–1882) | 6代グラフトン公 ウィリアム・フィッツロイ (1819–1882)              | 6代グラフトン公 ウィリアム・フィッツロイ (1819–1882)              |                                                                   |                                                                   | 7代グラフトン公 オーガスタス・フィッツロイ (1821–1918)                        | 7代グラフトン公 オーガスタス・フィッツロイ (1821–1918)                | 7代グラフトン公 オーガスタス・フィッツロイ (1821–1918)                | 7代グラフトン公 オーガスタス・フィッツロイ (1821–1918)                | 7代グラフトン公 オーガスタス・フィッツロイ (1821–1918)                | 7代グラフトン公 オーガスタス・フィッツロイ (1821–1918)                |                                                         |                                                         |                                                             |                                                         |                                                       |                                                       |                                                             |                                                             |                                                             |                                                             |                                                             |                                                             |  |  |  |  |  |  |  |  |  |  |                        |                        |                        |                        |                        |                        |  |  |
|                                                             |                                                             |                                                             |                                                             |                                                             |                                                             |                                                      |                                                      |                                                                   |                                                                   |                                                                   |                                                                   |                                                                               |                                                                       |                                                                       |                                                                       |                                                                       |                                                                       |                                                         |                                                         |                                                             |                                                         |                                                       |                                                       |                                                             |                                                             |                                                             |                                                             |                                                             |                                                             |  |  |  |  |  |  |  |  |  |  |                        |                        |                        |                        |                        |                        |  |  |
| ユーストン伯(儀礼称号) ヘンリー・フィッツロイ (1848–1912)   | ユーストン伯(儀礼称号) ヘンリー・フィッツロイ (1848–1912)   | ユーストン伯(儀礼称号) ヘンリー・フィッツロイ (1848–1912)   | ユーストン伯(儀礼称号) ヘンリー・フィッツロイ (1848–1912)   | ユーストン伯(儀礼称号) ヘンリー・フィッツロイ (1848–1912)   | ユーストン伯(儀礼称号) ヘンリー・フィッツロイ (1848–1912)   |                                                      |                                                      | 8代グラフトン公 アルフレッド・フィッツロイ (1850–1930)            | 8代グラフトン公 アルフレッド・フィッツロイ (1850–1930)            | 8代グラフトン公 アルフレッド・フィッツロイ (1850–1930)            | 8代グラフトン公 アルフレッド・フィッツロイ (1850–1930)            | 8代グラフトン公 アルフレッド・フィッツロイ (1850–1930)                        | 8代グラフトン公 アルフレッド・フィッツロイ (1850–1930)                |                                                                       |                                                                       | チャールズ・フィッツロイ (1857–1911)                                  | チャールズ・フィッツロイ (1857–1911)                                  | チャールズ・フィッツロイ (1857–1911)                    | チャールズ・フィッツロイ (1857–1911)                    | チャールズ・フィッツロイ (1857–1911)                        | チャールズ・フィッツロイ (1857–1911)                    |                                                       |                                                       | イズメイ・フィッツロイ (1863–1952)                          | イズメイ・フィッツロイ (1863–1952)                          | イズメイ・フィッツロイ (1863–1952)                          | イズメイ・フィッツロイ (1863–1952)                          | イズメイ・フィッツロイ (1863–1952)                          | イズメイ・フィッツロイ (1863–1952)                          |  |  |  |  |  |  |  |  |  |  |                        |                        |                        |                        |                        |                        |  |  |
| ユーストン伯(儀礼称号) ヘンリー・フィッツロイ (1848–1912)   | ユーストン伯(儀礼称号) ヘンリー・フィッツロイ (1848–1912)   | ユーストン伯(儀礼称号) ヘンリー・フィッツロイ (1848–1912)   | ユーストン伯(儀礼称号) ヘンリー・フィッツロイ (1848–1912)   | ユーストン伯(儀礼称号) ヘンリー・フィッツロイ (1848–1912)   | ユーストン伯(儀礼称号) ヘンリー・フィッツロイ (1848–1912)   |                                                      |                                                      | 8代グラフトン公 アルフレッド・フィッツロイ (1850–1930)            | 8代グラフトン公 アルフレッド・フィッツロイ (1850–1930)            | 8代グラフトン公 アルフレッド・フィッツロイ (1850–1930)            | 8代グラフトン公 アルフレッド・フィッツロイ (1850–1930)            | 8代グラフトン公 アルフレッド・フィッツロイ (1850–1930)                        | 8代グラフトン公 アルフレッド・フィッツロイ (1850–1930)                |                                                                       |                                                                       | チャールズ・フィッツロイ (1857–1911)                                  | チャールズ・フィッツロイ (1857–1911)                                  | チャールズ・フィッツロイ (1857–1911)                    | チャールズ・フィッツロイ (1857–1911)                    | チャールズ・フィッツロイ (1857–1911)                        | チャールズ・フィッツロイ (1857–1911)                    |                                                       |                                                       | イズメイ・フィッツロイ (1863–1952)                          | イズメイ・フィッツロイ (1863–1952)                          | イズメイ・フィッツロイ (1863–1952)                          | イズメイ・フィッツロイ (1863–1952)                          | イズメイ・フィッツロイ (1863–1952)                          | イズメイ・フィッツロイ (1863–1952)                          |  |  |  |  |  |  |  |  |  |  |                        |                        |                        |                        |                        |                        |  |  |
|                                                             |                                                             |                                                             |                                                             |                                                             |                                                             |                                                      |                                                      |                                                                   |                                                                   |                                                                   |                                                                   |                                                                               |                                                                       |                                                                       |                                                                       |                                                                       |                                                                       |                                                         |                                                         |                                                             |                                                         |                                                       |                                                       |                                                             |                                                             |                                                             |                                                             |                                                             |                                                             |  |  |  |  |  |  |  |  |  |  |                        |                        |                        |                        |                        |                        |  |  |
|                                                             |                                                             |                                                             |                                                             |                                                             |                                                             |                                                      |                                                      | イプスウィッチ子爵(儀礼称号) ウィリアム・フィッツロイ (1884–1918) | イプスウィッチ子爵(儀礼称号) ウィリアム・フィッツロイ (1884–1918) | イプスウィッチ子爵(儀礼称号) ウィリアム・フィッツロイ (1884–1918) | イプスウィッチ子爵(儀礼称号) ウィリアム・フィッツロイ (1884–1918) | イプスウィッチ子爵(儀礼称号) ウィリアム・フィッツロイ (1884–1918)             | イプスウィッチ子爵(儀礼称号) ウィリアム・フィッツロイ (1884–1918)     |                                                                       |                                                                       |                                                                       |                                                                       |                                                         |                                                         | 10代グラフトン公 チャールズ・フィッツロイ (1892–1970)       | 10代グラフトン公 チャールズ・フィッツロイ (1892–1970)   | 10代グラフトン公 チャールズ・フィッツロイ (1892–1970) | 10代グラフトン公 チャールズ・フィッツロイ (1892–1970) | 10代グラフトン公 チャールズ・フィッツロイ (1892–1970)       | 10代グラフトン公 チャールズ・フィッツロイ (1892–1970)       |                                                             |                                                             |                                                             |                                                             |  |  |  |  |  |  |  |  |  |  |                        |                        |                        |                        |                        |                        |  |  |
|                                                             |                                                             |                                                             |                                                             |                                                             |                                                             |                                                      |                                                      | イプスウィッチ子爵(儀礼称号) ウィリアム・フィッツロイ (1884–1918) | イプスウィッチ子爵(儀礼称号) ウィリアム・フィッツロイ (1884–1918) | イプスウィッチ子爵(儀礼称号) ウィリアム・フィッツロイ (1884–1918) | イプスウィッチ子爵(儀礼称号) ウィリアム・フィッツロイ (1884–1918) | イプスウィッチ子爵(儀礼称号) ウィリアム・フィッツロイ (1884–1918)             | イプスウィッチ子爵(儀礼称号) ウィリアム・フィッツロイ (1884–1918)     |                                                                       |                                                                       |                                                                       |                                                                       |                                                         |                                                         | 10代グラフトン公 チャールズ・フィッツロイ (1892–1970)       | 10代グラフトン公 チャールズ・フィッツロイ (1892–1970)   | 10代グラフトン公 チャールズ・フィッツロイ (1892–1970) | 10代グラフトン公 チャールズ・フィッツロイ (1892–1970) | 10代グラフトン公 チャールズ・フィッツロイ (1892–1970)       | 10代グラフトン公 チャールズ・フィッツロイ (1892–1970)       |                                                             |                                                             |                                                             |                                                             |  |  |  |  |  |  |  |  |  |  |                        |                        |                        |                        |                        |                        |  |  |
|                                                             |                                                             |                                                             |                                                             |                                                             |                                                             |                                                      |                                                      | 9代グラフトン公 ジョン・フィッツロイ (1914–1936)                  | 9代グラフトン公 ジョン・フィッツロイ (1914–1936)                  | 9代グラフトン公 ジョン・フィッツロイ (1914–1936)                  | 9代グラフトン公 ジョン・フィッツロイ (1914–1936)                  | 9代グラフトン公 ジョン・フィッツロイ (1914–1936)                              | 9代グラフトン公 ジョン・フィッツロイ (1914–1936)                      |                                                                       |                                                                       |                                                                       |                                                                       |                                                         |                                                         | 11代グラフトン公 ヒュー・フィッツロイ (1919–2011)           | 11代グラフトン公 ヒュー・フィッツロイ (1919–2011)       | 11代グラフトン公 ヒュー・フィッツロイ (1919–2011)     | 11代グラフトン公 ヒュー・フィッツロイ (1919–2011)     | 11代グラフトン公 ヒュー・フィッツロイ (1919–2011)           | 11代グラフトン公 ヒュー・フィッツロイ (1919–2011)           |                                                             |                                                             |                                                             |                                                             |  |  |  |  |  |  |  |  |  |  |                        |                        |                        |                        |                        |                        |  |  |
|                                                             |                                                             |                                                             |                                                             |                                                             |                                                             |                                                      |                                                      | 9代グラフトン公 ジョン・フィッツロイ (1914–1936)                  | 9代グラフトン公 ジョン・フィッツロイ (1914–1936)                  | 9代グラフトン公 ジョン・フィッツロイ (1914–1936)                  | 9代グラフトン公 ジョン・フィッツロイ (1914–1936)                  | 9代グラフトン公 ジョン・フィッツロイ (1914–1936)                              | 9代グラフトン公 ジョン・フィッツロイ (1914–1936)                      |                                                                       |                                                                       |                                                                       |                                                                       |                                                         |                                                         | 11代グラフトン公 ヒュー・フィッツロイ (1919–2011)           | 11代グラフトン公 ヒュー・フィッツロイ (1919–2011)       | 11代グラフトン公 ヒュー・フィッツロイ (1919–2011)     | 11代グラフトン公 ヒュー・フィッツロイ (1919–2011)     | 11代グラフトン公 ヒュー・フィッツロイ (1919–2011)           | 11代グラフトン公 ヒュー・フィッツロイ (1919–2011)           |                                                             |                                                             |                                                             |                                                             |  |  |  |  |  |  |  |  |  |  |                        |                        |                        |                        |                        |                        |  |  |
|                                                             |                                                             |                                                             |                                                             |                                                             |                                                             |                                                      |                                                      |                                                                   |                                                                   |                                                                   |                                                                   |                                                                               |                                                                       |                                                                       |                                                                       |                                                                       |                                                                       |                                                         |                                                         | ユーストン伯(儀礼称号) ジェイムズ・フィッツロイ (1947–2009) |                                                         |                                                       |                                                       |                                                             |                                                             |                                                             |                                                             |                                                             |                                                             |  |  |  |  |  |  |  |  |  |  |                        |                        |                        |                        |                        |                        |  |  |
|                                                             |                                                             |                                                             |                                                             |                                                             |                                                             |                                                      |                                                      |                                                                   |                                                                   |                                                                   |                                                                   |                                                                               |                                                                       |                                                                       |                                                                       |                                                                       |                                                                       |                                                         |                                                         |                                                             |                                                         |                                                       |                                                       |                                                             |                                                             |                                                             |                                                             |                                                             |                                                             |  |  |  |  |  |  |  |  |  |  |                        |                        |                        |                        |                        |                        |  |  |
|                                                             |                                                             |                                                             |                                                             |                                                             |                                                             |                                                      |                                                      |                                                                   |                                                                   |                                                                   |                                                                   |                                                                               |                                                                       |                                                                       |                                                                       |                                                                       |                                                                       |                                                         |                                                         | 12代グラフトン公 ヘンリー・フィッツロイ (b. 1978)           |                                                         |                                                       |                                                       |                                                             |                                                             |                                                             |                                                             |                                                             |                                                             |  |  |  |  |  |  |  |  |  |  |                        |                        |                        |                        |                        |                        |  |  |